# Ученица (књига)
Ученица (јап. 女生徒, Joseito, енгл. Schoolgirl) је књига прича јапанског књижевника Осаму Дазаиа (јап. 太宰 治, енгл. Osamu Dazai).  Прича Ученица по којој је збирка насловљена, као и прича Листови трешње и тајанствена фрула објављене су 1939. године, Прича снежне вечери 1944. и Осан 1947. године. Српско издање објавила је издавачка кућа Танеси 2022. године у преводу Јелене Миленковић, Дивне Тричковић и Матеје Матића.

## О књизи
Књига садржи четири приче, Ученица по којој је насловљена, описује један дан из живота токијске ученице. Након другог светског рата када је у Јапану Дазај сврстан у књижевну елиту Ученица је постала позната због своје ироничне и инвентивне употребе језика, као и борбе појединца против „њих“ – тема која је окупирала Дазаијев живот и лично и професионално. Приповедач приче је ученица неодређених година, веома модерна и провокативна у време када је настала. Након толико година од настанка књиге њено присуство делује сабласно, чини се као да скоро ништа у овој књизи није застарело, а понајмање сама нараторка, која је сачувана негде на путу у адолесценцију. Ученица је довољно млада да се забавља бесмисленим песмицама и сањарењима док се пешке враћа кући из школе, али је и довољно стара да зна да се њено детињство брзо приближава свом завршетку. Причу су неки поредили са Ловцем у житу. За главну јунакињу која посматра свет око себе, скоро све је депресивно, она би рекла „безвезно”, од њеног сакатог пса, до пријатељица њене мајке... Она је хировит приповедач, склона узлетима маште и изненадним променама расположења. Унитрашњим светом ученице у великој мери управљају њени пориви и машта. Како дан одмиче она све више усмерава своју пажњу на конкретна питања о свету око себе и свом месту у њему. Прича је објављена деценију пре Ловца у житу, али многе од кључних тема књиге као што су отуђеност адолесцената, тежина културолошких очекивања која их гуши, непоузданост одраслих, тежина аутентичног истраживања индивидуалности, су оно што ове две приче чини сличним.
Остале три приче у књизи су мање по обиму у односу на Ученицу. Друга прича у књизи носи наслов Листови трешње и тајанствена фрула и то је прича о девојци која умире и њеној сестри која покушава да јој олакша и улепша последње дане. Прича снежне вечери говори о девојци Шунко, њеном брату и његовој трудној жени Кимико, о томе које слике треба да гледа трудна жена како би родила лепо дете. Нараторка приче Шунко је у дубини својих очију понела слику прелепог снега док је долазила кући и од своје снаје тражи да гледа у њене очи - и беба која се роди ће бити исто бела и лепа. Брат се буни том избору тврдећи да су његове очи нагледале за двадесет година док је живео у Јамагати многих лепих слика и птражи да ипак гледа његове. Његова жена рече да су се исто тако нагледале и на стотине, хиљаде прљавих и ружних слика и да су му због тога очи жуте. И у четвртој причи која носи назив Осан главни лик је жена. Након вечере њу и њихово троје деце муж напушта и одлази негде друго да преноћи, код своје љубавнице. Прошао је рат, остали су без дома, изгубио је посао и свој јад и бол подноси тако што их напушта и одлази од куће у загрљај другој жени. Некада је био добар и пажљив муж - и она не може да га остави; пате обоје и она од њега тражи само да буде нежан према њој с времена на време. У тренуцима када су заједно питају се обоје - да ли су само неки људи рођени да успеју а други да пропадну. На крају одлази уна пут са љубавницом са којом ће извршити самоубиство, удавивши се у језеру Сува, не могавши да изађе на крај са својим осећањима мислећи да носи страшни крст револуције.